# Kazimierz Woźnicki (trener)
Kazimierz Woźnicki (ur. 1 lutego 1947 w Zagórzu) – wychowawca i trener pływaków, medalistów MP i ME, działacz sportowy, prezes Unii Oświęcim i Dworów Unii.

## Życiorys
Ukończył Wyższą Szkołę Wychowania Fizycznego w Krakowie (obecnie AKF). W młodości uprawiał pływanie, lekkoatletykę i podnoszenie ciężarów. Zdobył brązowy medal, jako pływak, na akademickich mistrzostwach Polski. Był zawodnikiem Olszy Kraków. W latach 1970–1973 pracował jako nauczyciel wychowania fizycznego w szkole zawodowej w Oświęcimiu. Od 1972 do 1998 był trenerem koordynatorem pływania w klubie KS Unia i Szkole Mistrzostwa Sportowego w Oświęcimiu. W latach 1993–1998 był prezesem KS Unii, a po jej rozwiązaniu w latach 1999–2006 prezesem Dworów Unii. Od 1984 był członkiem zarządu Polskiego Związku Pływackiego; do 1996 był przewodniczącym Rady Trenerów przy PZP. Od 2008 członek Kapituły Odznaczeń i Wyróżnień PZP. Jest również wiceprezesem ds. sportowych Polskiego Związku Hokeja na Lodzie (od 2000) i członkiem zarządu Polskiego Związku Łyżwiarstwa Figurowego (od 2001). Pracuje jako starszy wykładowca na Akademii Wychowania Fizycznego w Krakowie. 
Jest honorowym członkiem PZP.

## Ważniejsze osiągnięcia trenerskie
Był trenerem, m.in.: Grzegorza Bieli – niepełnosprawnego pływaka, wielokrotnego mistrza Polski, mistrza Europy, mistrza świata, Grażyny Dziedzic – wielokrotnej mistrzyni Polski seniorek w pływaniu, pierwszej polskiej medalistki ME, Anety Chmelik – wielokrotnej mistrzyni Polski juniorek i seniorek w pływaniu, mistrzyni Europy z Innsbrucka, Małgorzaty Galwas – uczestniczki igrzysk olimpijskich w Barcelonie w 1992, wielokrotnej mistrzyni kraju, rekordzistki Polski.

## Odznaczenia
- Złoty Krzyż Zasługi (2000, za zasługi w działalności na rzecz rozwoju kultury fizycznej i sportu)[5]
- Złota Odznaka Zasłużonego Działacza Kultury Fizycznej
- Odznaka Honorowa PZHL (złota)
- Złota Odznaka PZŁF
- Złota Odznaka PZP